# Jenipapo dos Vieiras
Jenipapo dos Vieiras est une municipalité brésilienne située dans l'État du Maranhão.